# Kelly Macdonald
Kelly MacDonald (Glasgow, 23 de febrer del 1976) és una actriu escocesa nominada al BAFTA a la millor actriu secundària per la pel·lícula No Country for Old Men.

## Biografia
MacDonald va néixer a Glasgow, Escòcia. La seva mare era una executiva de vendes de la indústria de roba. Els seus pares es varen divorciar quan ella era molt jove. Ella i el seu germà petit foren educats per la seva mare en una finca al consell de la ciutat de Newton Mearns. MacDonald Eastwood assistí a l'Escola Secundària. La família es traslladà amb freqüència quan era una nena, en part degut a la seva modesta posició financera.
MacDonald se n'anà de casa quan tenia 17 anys. Va començar un curs en estudis moderns mentre vivia amb un amic a Glasgow, però aviat abandonà les classes. Ella sempre va mostrar interès per entrar en una escola de teatre, però mai ho feu tement que no podria degut a la seva timidesa.

## Filmografia
- Stella Does Tricks (1996)
- Trainspotting (1996)
- Elizabet (1998)
- Cousin Bette (1998)
- Splendor (1999)
- Some Voices (2000)
- Two Family House (2000)
- Gosford Park (2001)
- Intermission (2003)
- Descobrir el País de Mai Més (2004)
- Nanny McPhee (2005)
- The Hitchhiker's Guide to the Galaxy (2005)
- The Girl in the Café (2005)
- Lassie (2005)
- Tristam Shandy (A Cock and Bull Story) (2006)
- No Country for Old Men (2007)
- Choke (2008)
- In the Electric Mist (2009)
- Anna Karenina (2012)
- Brave(2012)
- Special Correspondents (2016)
- Swallows and Amazons (2016)
- The Journey Is the Destination (2016)
- T2 Trainspotting (2017)
- Goodbye Christopher Robin (2017)
- Puzzle  (2018)
- Ralph Breaks the Internet (2018)
- Holmes & Watson (2018)